# Szlak Kokoda

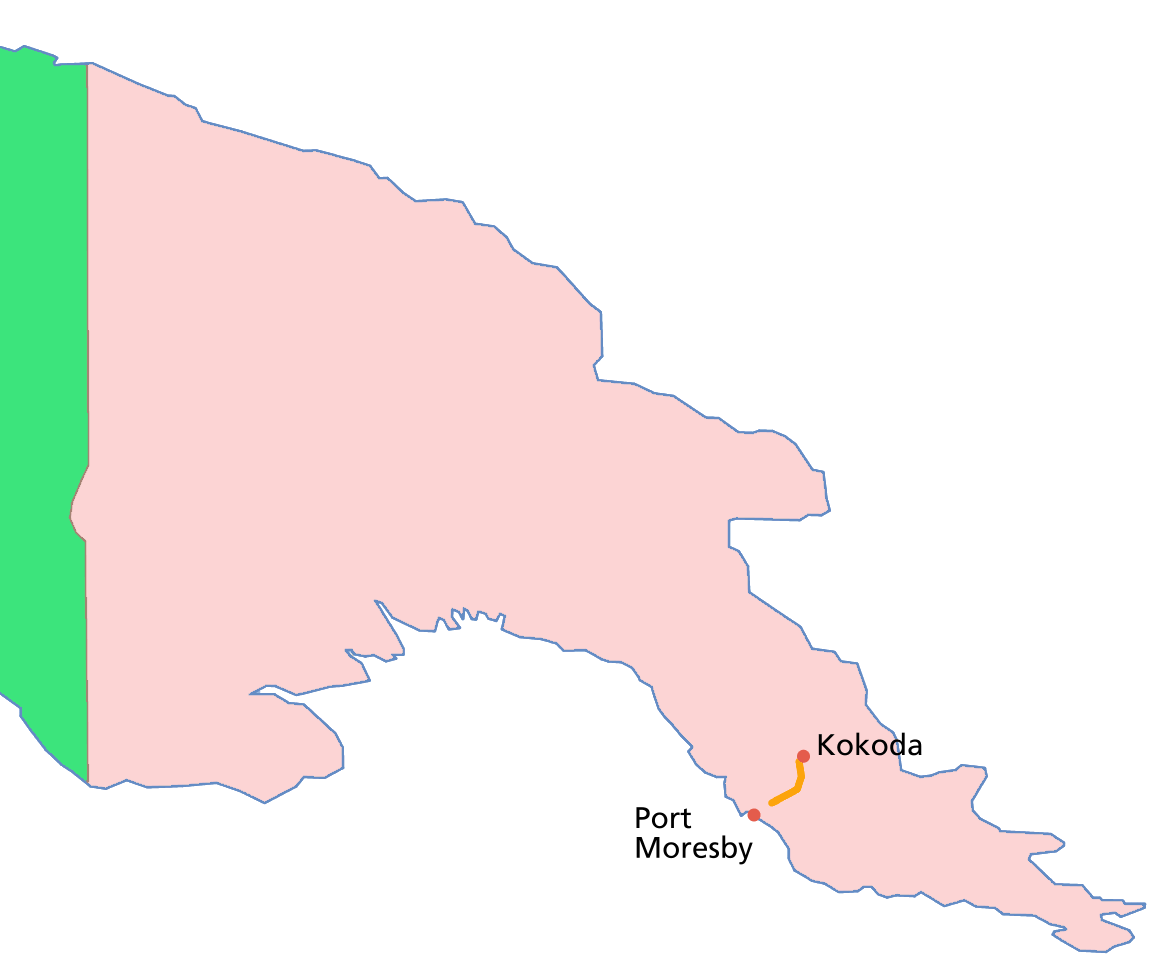
Szlak Kokoda na mapie Papui-Nowej Gwinei

Szlak Kokoda, czasami zwany Traktem Kokoda – wąska ścieżka – dziś szlak turystyczny o znacznym stopniu trudności – długości 96 km (w linii prostej 60 km) biegnąca przez Góry Owena Stanleya na terytorium Papui-Nowej Gwinei. Szlak znany jest przede wszystkim jako miejsce walk sił japońskich i australijskich w roku 1942, podczas II wojny światowej.
Szlak bierze swój początek w Prowincji Centralnej, około 50 km na wschód od Port Moresby, a następnie przemierza trudne, odcięte od świata tereny górskie, możliwe do pokonania wyłącznie pieszo, do wioski Kokoda w prowincji Oro. Najwyższy punkt szlaku to 2190 m n.p.m. w okolicach szczytu Mount Bellamy. Tereny te zamieszkuje górskie plemię Koiari.
Gorące, wilgotne dni i przejmująco zimne noce, obfite opady deszczu i ryzyko zarażenia się chorobami tropikalnymi, jak np. malarią, zwiększają trudności tego szlaku. Mimo niebezpieczeństw, czyhających na wędrowców, szlak jest niezwykle popularny wśród turystów, którym pokonanie go zajmuje (w zależności od kondycji fizycznej) od czterech do dwunastu dni. Tubylcom droga zajmuje nie więcej niż 1–4 dni.